# Càmera fotogràfica

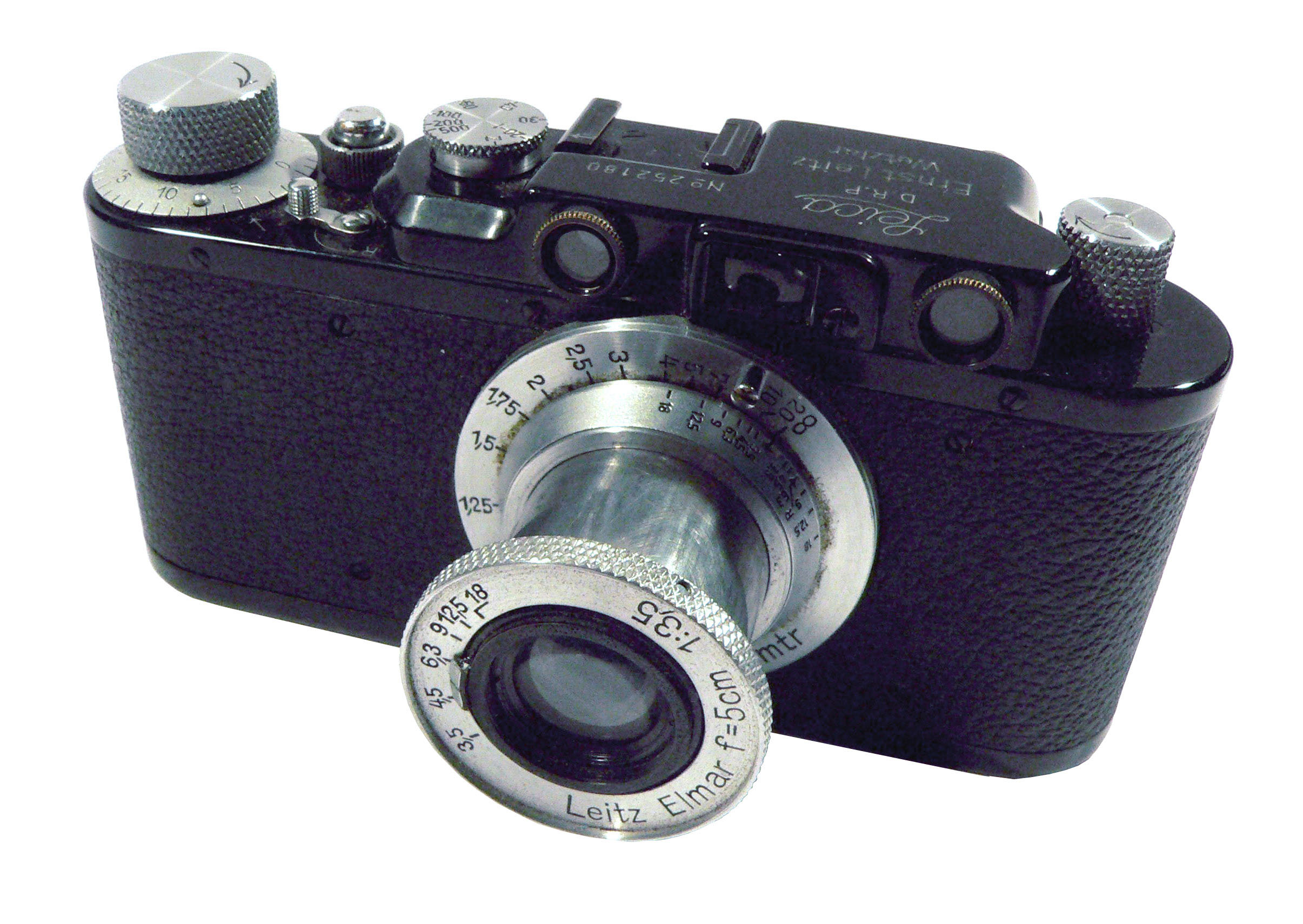
Leica II del 1932.

Una càmera fotogràfica és un dispositiu emprat per a prendre fotografies, sigui individualment o en seqüència. Antigament, una habitació sencera feia la funció que realitza actualment una càmera, amb la diferència que resultava impossible impressionar la imatge en algun lloc tret que es fes manualment. Avui dia, les càmeres es combinen amb elements sensibles (pel·lícules o sensors) per tal de capturar la imatge que es troba al camp visual.
Les càmeres fotogràfiques consten d'una càmera fosca tancada amb una obertura en un dels extrems perquè la llum pugui entrar-hi i una superfície plana per a capturar la llum a l'altre extrem. Acostumen a tenir un objectiu format per lents, ubicat davant l'obertura per tal de controlar la llum entrant i per enfocar la imatge. El diàmetre de l'obertura es pot modificar amb el diafragma o número f (contra el número f sigui més baix, més oberta serà l'obertura i viceversa).
L'obertura controla la quantitat de llum que entra per unitat de temps, però a més durant el procés fotogràfic la càmera té una part que controla el temps en què la llum incideix a la superfície de gravació: l'obturador. Per exemple, en situacions amb poca llum, la velocitat d'obturació serà menor (major temps obert) per permetre que la pel·lícula rebi la quantitat de llum necessària per assegurar una exposició correcta.

## Origen del nom
El nom de la càmera fotogràfica prové del llatí camera obscura, que significa 'cambra fosca', un invent atribuït a Leonardo da Vinci que servia únicament per a visualitzar o dibuixar objectes. Aquest mecanisme antic servia per projectar imatges, i consistia en una habitació (o cambra), completament fosca, però on hi havia un petit orifici, funcionava de manera similar a com ho fan les càmeres actuals.

## Història
La primera càmera va ser feta de fusta i fabricada per Charles i Jacques Vicent Louis Chevalier a París. No obstant això, encara que es considera "oficialment" que aquest va ser el naixement de la fotografia, la invenció de la cambra obscura és anterior. Però no va ser fins a la invenció de la fotografia que es van poder fixar permanentment les imatges; mentrestant s'havien de dibuixar manualment les imatges.

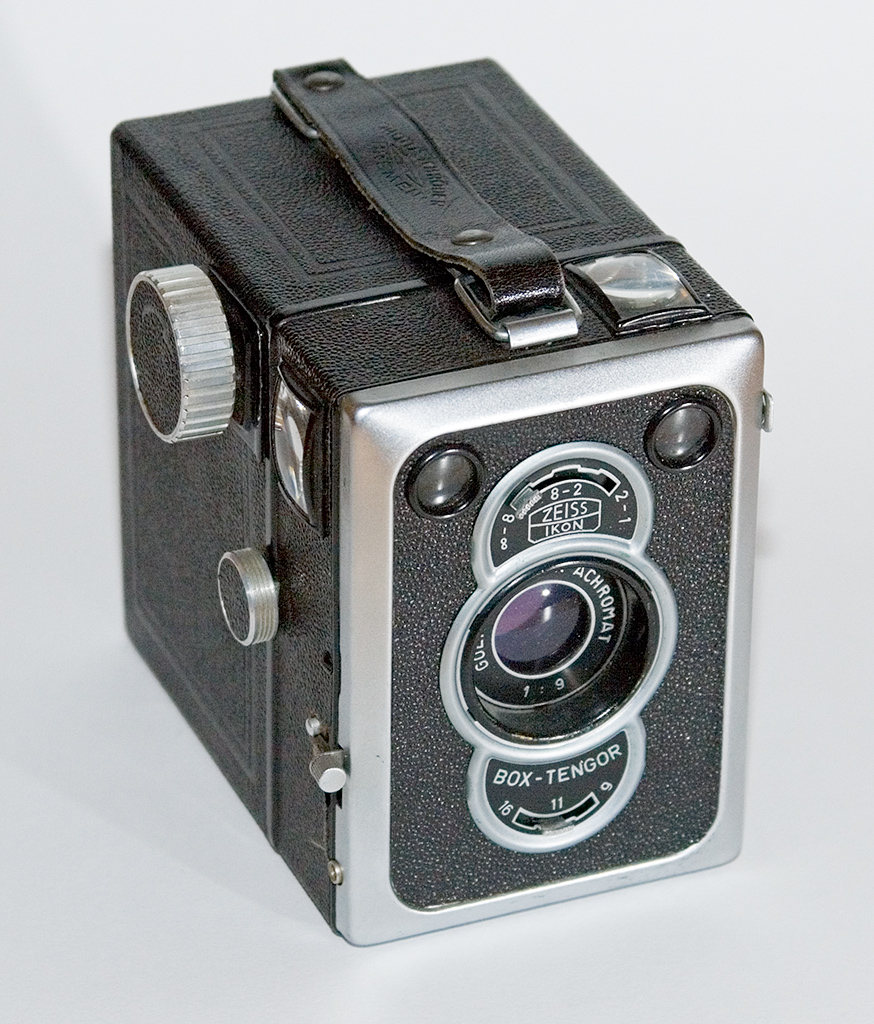
Càmera Zeiss Ikon Box Tengor, cap a 1951.

La cambra fosca era una habitació la qual només tenia una petita font de llum que era un forat mínim en una de les parets. La llum entrava per aquell orifici i projectava la imatge de fora de la cambra a la paret oposada al forat, però de manera invertida i borrosa. Leonardo da Vinci va definir una cambra obscura. Deia que si es col·loqués un full de paper en blanc verticalment en una habitació fosca, l'observador veurà projectada en ella els objectes de l'exterior, amb les seves formes i colors. "Semblarà com si estiguessin pintats en el paper", va escriure. Després es va descobrir que la llum causava un ennegriment. Els científics britànics Thomas Wedgwood i sir Humphry Davy van començar els seus experiments per obtenir imatges fotogràfiques. Aquestes fotos no eren permanents ja que després d'exposar-les a la llum, tota la superfície del paper s'ennegria.
El 1827, el francès Nicéphore Niépce obtingué la primera imatge fotogràfica de la història utilitzant una càmera feta de fusta fabricada per els germans francesos, Charles i Vincent Chevalier. Per bé que es considera que aquí neix la fotografia, la invenció de la cambra fosca és anterior. Aquesta, però, no permetia fixar les imatges llevat que es dibuixessin manualment, i no va ser fins anys més tard que les fotografies pogueren mantenir-se fixes.
Després dos científics britànics, Thomas Wedwood i Sir Humphry Davy van començar els seus experiments per a obtenir imatges fotogràfiques, però aquestes no eren permanents, ja que després d'exposar-les a la llum tota la superfície del paper s'ennegria.

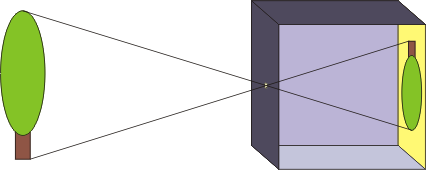
Projecció de la imatge exterior invertida a la paret contrària a l'orifici pel qual entra la llum

La primera càmera que fou prou petita com per considerar-se portàtil va ser dissenyada per Johann Zahn en 1685. Les primeres càmeres fotogràfiques eren similars en essència al model de Zahn, encara que generalment amb una millora en l'enfocament. Abans de cada exposició una placa sensibilitzada era inserida. El popular daguerrotip de Louis Daguerre, donat a conèixer l'any 1839, utilitzava plaques de coure platejat, sensibilitzades amb vapors de iode; mentre que en el procediment del calotip inventat per William Fox Talbot es formaven les imatges negatives sobre suport de paper.
La invenció del procés de placa humida amb col·lodió humit inventat per Frederick Scott Archer en 1850 va reduir molt el temps d'exposició, però sempre requeria que el fotògraf preparés artesanalment les plaques, a la cambra fosca dels estudis fotogràfics, o bé en laboratoris portàtils de campanya, en la fotografia exterior de viatges.
Al segle xix es van dissenyar molts tipus de càmeres fotogràfiques. Per exemple, les càmeres aptes per obtenir fotografies estereoscòpiques; que els seus parells estereoscòpics finalment s'havien de mirar amb un visor apropiat, per poder visualitzar el seu efecte tridimensional o de relleu. Una típica càmera estereoscòpica tenia dos objectius, per obtenir simultàniament dues imatges molt semblants, però no iguals, des de dos punts de vista molt propers. En realitat s'inspirava en la visió binocular humana.
Altres càmeres diferents eren algunes càmeres d'estudi de l'època en què es van popularitzar els retrats en format de targeta de visita (entre els anys 1860 i 1880). Aquestes càmeres podien tenir quatre o més objectius, per obtenir diversos retrats en un mateix negatiu de vidre. D'aquesta manera el positivat (per contacte) era més ràpid, doncs en un sol full de paper s'obtenien els retrats realitzats; que solament havien de ser tallats i muntats en diferents targetes individuals.

## Funcionament
Les càmeres poden treballar amb l'espectre visual o qualsevol rang de l'espectre electromagnètic.
Tota càmera és una mena de cambra tancada amb una obertura en un dels extrems perquè la llum hi entri i un gravador o superfície de visualització per a capturar la llum a l'altre extrem. El diàmetre d'aquesta obertura és controlat habitualment per un mecanisme d'iris, tot i que hi ha càmeres amb mida fixa.

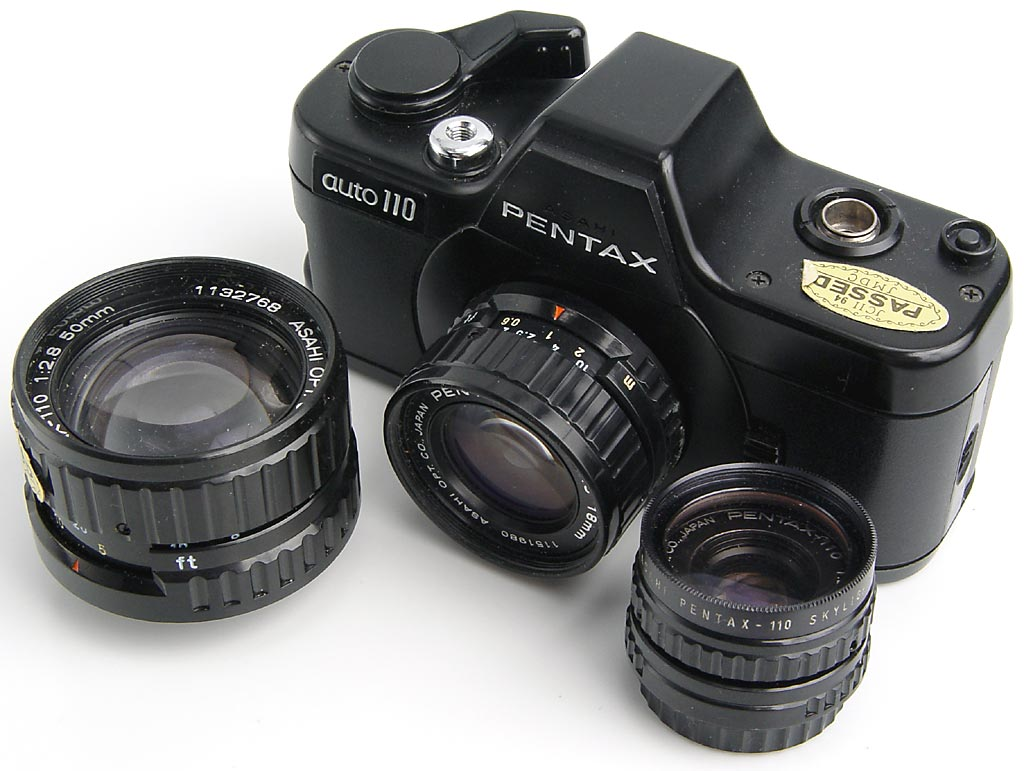
Càmera Pentax Auto 110

Mentre que l'obertura i la lluminositat de l'escena controlen la quantitat de llum que entra a la càmera durant la fotografia, el disparador controla la duració del temps en què la llum incideix en la superfície enregistradora. Per exemple, en situacions de baixa lluminositat, la velocitat d'obturació hauria de ser menor (més temps obert), per a permetre a la pel·lícula capturar la poca llum present.
Hi ha diverses maneres d'enfocar acuradament una càmera. Les càmeres més simples tenen lents fixes i utilitzen una petita obertura i unes lents de gran angular per a assegurar que tot allò que és a una distància de les lents (normalment, des dels tres metres fins a l'infinit) està enfocat raonablement. Aquest tipus és el que es troba a les càmeres d'un sol ús i en altres càmeres barates. La càmera també té força limitat el rang d'enfocament, indicat en el cos de la càmera. L'usuari haurà d'endevinar o calcular la distància a la qual es troba el subjecte i ajustar el focus en conseqüència. En algunes càmeres, això és indicat mitjançant símbols (tors; dues persones dempeus; un arbre; muntanyes).
Les càmeres amb telèmetre enfoquen gràcies a una unitat acoblada de paral·lelatge en la part superior de la càmera. Les càmeres rèflex de lents simples permeten al fotògraf determinar l'enfocament i la composició visualment utilitzant les lents de l'objectiu i movent un mirall per projectar la imatge en un microprisma de plàstic o vidre inferior. Les càmeres rèflex de lents bessones empren les lents de l'objectiu i una unitat de lents d'enfocament (habitualment, idèntiques a les lents de l'objectiu) en un cos paral·lel per a la composició i l'enfocament. Les càmeres de visió empren una pantalla inferior de vidre que es retira i reemplaça per una placa fotogràfica abans de l'exposició.
Les càmeres tradicionals capturen la llum en una pel·lícula fotogràfica o placa fotogràfica. Les càmeres de vídeo o digitals usen components electrònics; habitualment, aquests són charge coupled device ('dispositiu de càrrega acoblada', CCD) o fins i tot sensors basats en CMOS per a capturar imatges que poden ser transmeses en una cinta o memòria de l'ordinador (Random Access Memory) a l'interior de l'aparell i que permet la reproducció o processament a posteriori.
Les càmeres que prenen diverses imatges en seqüència són conegudes com a càmeres de moviment o cinecàmeres a Europa; aquelles que són dissenyades per prendre imatges separades són conegudes com a càmeres estàtiques (still cameras). Tot i això, aquestes categories se superposen, ja que les càmeres estàtiques són utilitzades habitualment per a capturar moviments amb efectes especials i les modernes càmeres digitals fàcilment poden treballar com a càmeres estàtiques o de moviment. Una videocàmera és una categoria de càmeres de moviment que emmagatzema les imatges en una cinta magnètica (utilitzant tecnologia analògica o digital).
Les càmeres que prenen fotografies en tres dimensions són conegudes com a estereocàmeres. Per a fer aquest tipus de fotografies, les càmeres disposen de dues lents, l'una al costat de l'altra. Per a fer fotografies lenticulars, disposen de 3, 4, 5 lents, o fins i tot més.
Algunes càmeres tenen la capacitat d'imprimir la data en el negatiu.

## Components bàsics d'una càmera fotogràfica[5]
1. Objectiu: sistema òptic convergents constituït per associacions de lents de diversos tipus. Les lents simples poden tenir diversos defectes o aberracions òptiques com ara l'aberració esfèrica, l'astigmatisme, el coma, la curvatura de camp, la distorsió o l'aberració cromàtica, que causen deformacions geomètriques o de color en les imatges. Associant diversos tipus de lents es pot aconseguir fer aquests defectes gairebé imperceptibles. L'objectiu modifica la distància focal de la càmera, fet que permet diferenciar entre tres tipus d'òptiques o objectius principals: l'angular, la normal i la teleobjectiu. [Enllaç no actiu]
2. Diafragma: permet graduar la quantitat de llum que entra a la càmera. En alguns tipus de càmeres és un element apart, deslligat de l'objectiu. Es mesura mitjançant la divisió entre la distància focal i l'obertura efectiva i a les càmeres està indicat pel nombre f. El diafragma afecta sobretot a la nitidesa i la profunditat de camp de la imatge i sol modificar-se tenint en compte la velocitat d'obturació.
3. Cos de la càmera: correspon a la cambra fosca però varia depenent del tipus de càmera. Amb les reflex consisteix en la cambra que queda si treus l'objectiu i, per tant, cos i objectiu han de ser compatibles ja que són peces independents. En canvi, si es tracta d'una càmera compacte el mateix cos ja inclou l'objectiu. Actualment a través d'un seguit de baionetes que es troben dins del cos aquest controla l'obertura de l'objectiu. També, gràcies a un sistema de segellat el cos protegeix la pel·lícula fotogràfica i l'obturador de possibles adversitats ambientals com la pluja, la llum massa intensa...
4. Obturador: mecanisme que obre i tanca el pas de la llum cap a la pel·lícula fotogràfica. El temps que està obert és el què es fixa en l'anell de velocitats o en el mecanisme automàtic. Hi ha dos tipus principals i molt diferents: l'obturador central (fines laminites, semblants a les del diafragma, que s'obren el temps necessari per deixar passar la llum) i l'obturador de cortineta o pla focal (constituït per dues cortinetes de tela o metàl·liques enrotllables o plegables que s'obren i tanquen sincronitzadament el temps previst). Es mesura amb segons o fraccions de segon i determina quins elements de la fotografia queden moguts i quins no. D'aquesta manera una velocitat de 1/1000 s tindrà una velocitat d'obturació molt mínima i, per tant, l'obturador deixarà passar la llum durant poc temps mentre que 2” de velocitat d'obturació significarà molta estona de llum a través de l'obturador.
5. Visor: permet veure el què es retratarà; canvia molt segons el tipus de càmera.
6. Pel·lícula fotogràfica (o, en el cas de les digitals, un CCD): pel·lícula capaç de gravar la llum captada gràcies a la reacció d'aquesta sobre la cel·lulosa, el nitrat de plata o altres elements fotosensibles.

## Tipus de càmeres

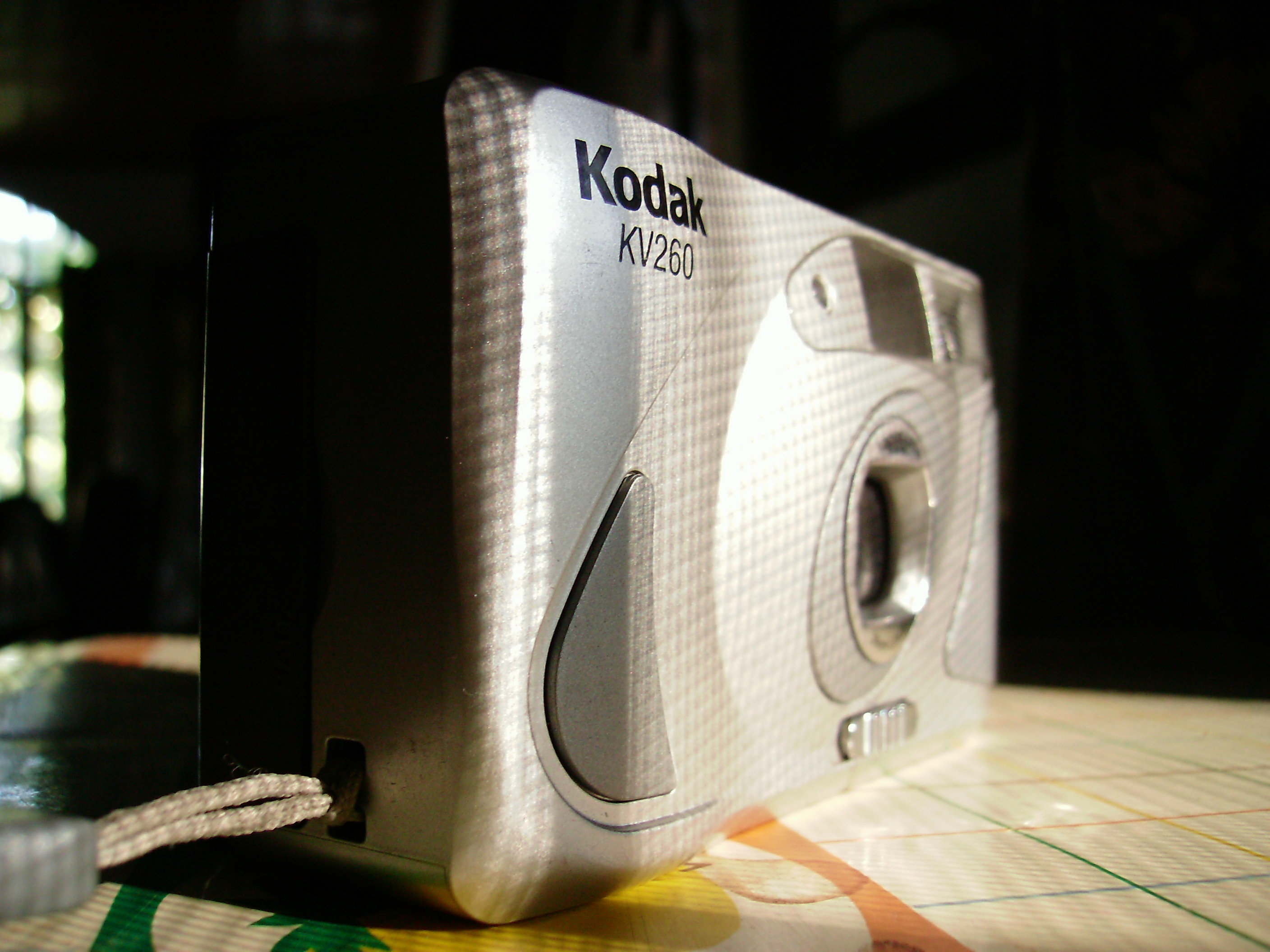
Càmera compacta de 35 mm Kodak.

Existeix una multitud de càmeres fotogràfiques, i els possibles criteris de classificació són també innombrables tenint en compte la complexitat i especialització que ha aconseguit la tecnologia en aquest camp.

### Càmeres compactes
Sens dubte les càmeres compactes són les més esteses mundialment, són de gran senzillesa d'ús i requereix coneixements i pràctica fotogràfica mínima. Les característiques principals són:
- Menor cost
- Visor òptic directe
- Objectiu no intercanviable

### Càmera APS
Si bé aquestes càmeres van tenir una curta vida, i en l'actualitat no s'utilitzen, és interessant considerar que van ser el resultat de la primera unificació entre el sistema analògic i el digital, ja que el registre de la imatge es realitzava sobre pel·lícula, podent agregar-se a la mateixa informació digital. Les càmeres APS (Advanced Photo System) són el resultat de l'acord adoptat per diversos fabricants mundials (entre altres Cànon, Agfa, Polaroid, Kodak, Fuji i Nikon) per aconseguir simplificar el funcionament de les càmeres fotogràfiques per als usuaris inexperts i a més introduir millores substancials enfront de les comunes càmeres compactes de 35 mm.

### Càmeres rèflex SLR

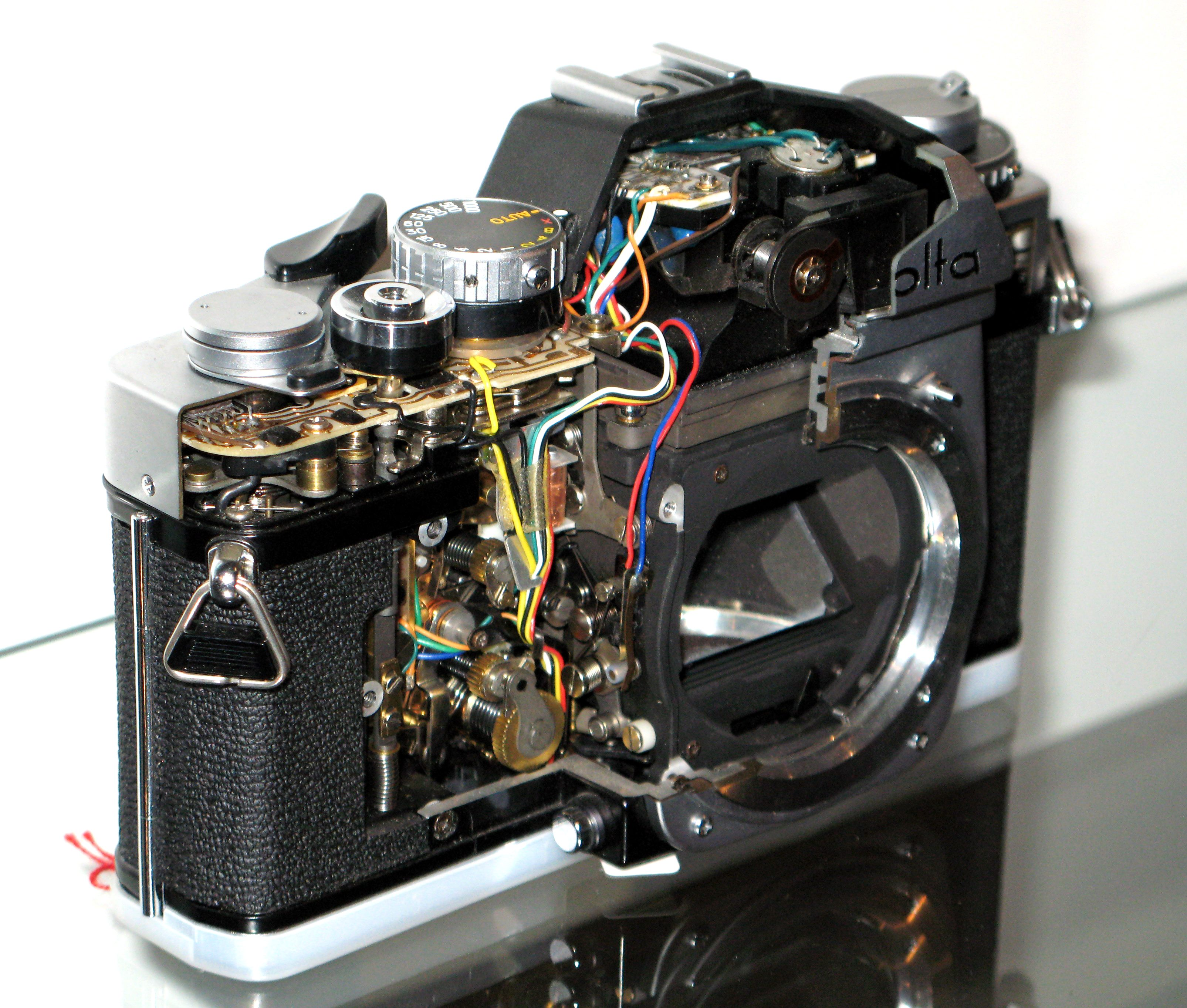
Secció d'una càmera Minolta SLR.

Una càmera réflex SLR (Single Lens Reflex) és una càmera fotogràfica en la qual la imatge que veu el fotògraf a través del visor és exactament la mateixa que quedarà capturada. Això s'aconsegueix mitjançant el reflex de la imatge (d'aquí el nom) sobre un mirall o sistema de miralls denominat pentaprisma i que va ser llançada per la companyia Asahi, amb el seu model Pentax. Igual que les càmeres compactes, poden ser càmeres tradicionals de pel·lícula fotogràfica o digitals (DSLR).
Aquestes solen ser les càmeres preferides pels fotògrafs aficionats i professionals, ja que permeten un control gairebé absolut sobre cadascun dels seus elements i paràmetres i disposen de multitud d'accessoris intercanviables per a diferents propòsits. En general posseeixen les següents característiques:
- Visor réflex o de pentaprisma, que permet veure exactament el que es veu a través de l'objectiu.
- Objectius intercanviables.
- Fotòmetre o exposímetro incorporat.
- Zapata de connexió per a flaix extern.
- Control (anell) d'enfocament manual.
- Obturadores molt ràpids.

### Càmeres sense mirall
Una càmera sense mirall, també cridada mirrorless en anglès, o EVIL (Electronic Viewer Interchangeable Lens), és una càmera d'objectiu intercanviable, però, a diferència d'una SLR tradicional, les càmeres sense mirall com el seu propi nom indica manquen de mirall com a element intern. Això fa que en lloc d'un visor òptic en portin un de digital.

### Càmeres digitals
Una càmera digital és un dispositiu electrònic usat per capturar i emmagatzemar fotografies electrònicament en lloc d'usar pel·lícules fotogràfiques com les càmeres convencionals.

### Altres tipus
- Càmera TLR (Twin Lens Reflex): és una càmera réflex d'objectius bessons (un damunt d'un altre) que intenta solucionar el principal problema del visor réflex, el que no es pugui veure la imatge durant el tret (ja que el mirall que la condueix s'abat per deixar passar la llum cap a la pel·lícula fotogràfica o el sensor d'imatge). Per a això munta dos objectius: un per prendre la foto i un altre per conduir la imatge cap al visor. A causa d'aquesta configuració, emmalalteixen de l'error de paralaje i d'inversió lateral de la imatge en el visor, per la qual cosa cal acostumar-se a usar-les sobretot per realitzar fotografies d'objectes en moviment. Són càmeres en desús i molt poques tenen objectius intercanviables. A més caldria comprar dos objectius per a cada distància focal.

- Càmera d'estudi o de banc: Aquelles que estan muntades sobre bancs òptics i rails per permetre tot tipus de descentramientos, basculant els panells davanter i darrere; la qual cosa dona un control absolut sobre la forma de la imatge, la seva perspectiva i el repartiment de la profunditat de camp.

- Càmera miniatura: Són les càmeres de fabricació en sèrie més petites. Solen tenir formats absolutament particulars, especials i el seu ús és, principalment, la d'actuar com a càmeres espia. Aquestes càmeres solen ser absolutament automàtiques mancant de qualsevol tipus de control a part del disparador. Encara que existeixen càmeres d'aquest tipus amb pel·lícula fotogràfica (pel·lícules especials de 16mm. d'amplària), actualment la majoria d'aquestes càmeres són càmeres digitals ja que ofereixen majors possibilitats de miniaturització.

- Càmera panoràmica: que proporcionen un angle de visió superior sense deformacions.

- Càmera aèria: càmeres de satèl·lits, fotogametría i cartografia.

- Càmera subaqüàtica: específicament dissenyades per treballar sota l'aigua a gran profunditat.

- Càmera estereoscópica: que intenten reproduir el funcionament dels dos ulls humans (dues fotos simultànies des de dos punts separats 63mm amb les quals després es pot reproduir la visió estèreo amb un visor especial).

- Càmera estenopeica: és una càmera fotogràfica sense lent, consistent en una caixa estanca a la llum amb un petit orifici per on entra la llum i un material fotosensible.

- Càmera "Pocket" o 110: És una càmera dissenyada per a afeccionats que compta amb un focus fix de 25mm i un rotllo de 16 mm. Proporciona fotogrames de 12, 18 o 20 de grandària 13X17, que ocupen les pel·lícules de 110.

- Tècniques portàtils i tipus "press": Utilitza pel·lícules en rotllo. La seva estructura consisteix en un panell que munta un objectiu que té un obturador central i un diafragma, a més d'empunyadures que connecten flaix telémetros i visors intercanviables.

- Càmera d'un sol ús
- Càmera tècnica

## Accessoris
Hi ha diferents accessoris que poden incorporar-se a un equip bàsic de càmera per obtenir un "sistema" més complet:
- Filtre ultraviolat: es pot deixar posat permanentment a l'objectiu, tant si s'utilitza pel·lícula de color o de blanc i negre. A banda de reduir la quantitat de llum ultraviolada que entra a l'objectiu (reduint la boirina i minimitzant el risc d'una dominant blavosa a la imatge), compleix la funció de protegir l'objectiu. És molt més econòmic canviar un filtre danyat, encara que sigui de vidre d'alta qualitat, que reparar una ratllada a l'objectiu. A més del filtre UV, existeix una gran varietat de filtres especials i portafolis. La gamma va des dels filtres de correcció i compensació de color, fins als d'efectes especials i les màscares.
- Para-sol: aquest estri impedeix que la llum dispersa entri a l'objectiu, ja que crea vel i pot espatllar la fotografia. Pot tractar-se de llum solar que incideix directament a l'objectiu o que prové d'un reflex d'un edifici o d'un objecte brillant.
- Trípode: un trípode manté la càmera immòbil en disparar amb temps llargs. Perquè sigui efectiu, ha de ser rígid. Existeix una gran varietat de trípodes, des del més petit (d'uns 15 cm d'altura), fins als més grans (que poden arribar als 3 m). Alguns venen complets amb tots els mecanismes; en altres casos, es compra el cap, la part que fixa la càmera al trípode, per separat. Hi ha molts tipus de caps: el més comú és el de "panoràmica i basculament", que permet girar suaument la càmera 360° en sentit horitzontal (moviment panoràmic). Al mateix temps, pot girar-se verticalment; aquest moviment sol tenir una amplitud de 90° fins a davant i 45° fins a enrere. Un altre tipus de cap molt útil és el de bola. Normalment, disposa de dos bloquejos que permeten moure la càmera en el trípode en els mateixos sentits que amb el cap de panoràmica i basculament, però molt més lleugerament.
- Monopeu: l'alternativa al trípode és un monopeu. Com el seu nom indica, consisteix en una única barra que pot ajustar-se a diferents altures. Evidentment, el monopeu no és estable per si sol, però pot utilitzar-se per ajudar a subjectar la càmera. Els fotògrafs professionals que, per exemple, cobreixen un partit de futbol, gairebé sempre usen un monopeu.
- Cable disparador: un cable disparador pot connectar-se a qualsevol càmera que tingui rosca al botó de disparar; quan es prem el disparador del cable, l'altre extrem activa l'obturador sense necessitat de contacte manual directe. Normalment, s'empra quan la càmera està al trípode i s'utilitzen temps d'exposició llargs, a fi de reduir la vibració que es produeix quan es prem el disparador manualment.
- Maletí de transport: és aconsellable un maletí que serveixi per portar tots els accessoris i que al mateix temps protegeixi l'equip. Els més útils tenen parets rígides i compartiments tallats en goma espuma pels diferents instruments. També existeixen bosses toves, però poden no ser les més indicades per transportar objectes molt delicats.
- Flaix: la majoria de les càmeres SLR no disposen de flaix incorporat. Alguns equips de flaix són molt compactes i, tanmateix, són bastant sofisticats i potents. Les unitats més potents van muntades en una regleta que es caragola a la placa de base de la càmera i es connecten al terminal de sincronització de la càmera a través d'un cable. Quan s'activa l'obturador, aquest envia un senyal per activar el flaix.
- Exposímetres: encara que la majoria de càmeres actuals disposen d'algun mecanisme incorporat per calcular l'exposició, un exposímetre manual independent resulta molt útil. Els exposímetres fotoelèctrics bàsics no necessiten piles i registren la quantitat de llum disponible. Tot i que són molt fiables, no són tan potents ni tan sensibles com els exposímetres alimentats per piles, ja que aquests, a part de mesurar la llum ambient, acostumen a utilitzar-se també per mesurar la llum del flaix. En la modalitat de llum ambient, poden fer-se servir per mesurar la llum incident o per captar la lectura de la llum reflectida. El mesurament de la llum incident es realitza col·locant l'exposímetre al punt de l'escena i dirigint-lo fins a la font de llum. El mesurament de la llum reflectida es fa dirigint l'exposímetre fins a l'escena des del punt de vista de la càmera. Cal una mica de pràctica per poder avaluar les diferents aplicacions dels dos tipus de lectura.
- Anells d'extensió: s'utilitzen amb càmeres SLR i permeten fotografies d'apropament amb molta claredat de detall. També poden usar-se lents d'aproximació per obtenir un efecte similar, però els anells d'extensió proporcionen uns resultats molt millors. Aquests s'acullen a la muntura d'objectius al cos de la càmera; l'objectiu es munta a la part frontal de l'accessori. Els anells proporcionen un únic factor d'ampliació.

## Fabricants de càmeres
- Leica
- Zeis
- Hasselblad
- Sinar
- Konica
- Rolley
- Olympus Corporation
- Nikon
- Minolta
- Pentax
- Sony
- Polaroid
- Lomo
- Contax
- Canon